# 弗莱明·尼尔森
弗莱明·尼尔森（丹麥語：Flemming Nielsen，1934年2月24日—2018年11月16日），丹麦男子足球运动员，场上位置是中场。他曾代表丹麦国奥队参加1960年夏季奥林匹克运动会足球比赛，获得一枚银牌。